# Obsjtina Radnevo
Obsjtina Radnevo (bulgariska: Община Раднево) är en kommun i Bulgarien.   Den ligger i regionen Stara Zagora, i den centrala delen av landet, 220 km öster om huvudstaden Sofia.
Obsjtina Radnevo delas in i:
- Bozduganovo
- Daskal-Atanasovo
- Znamenosets
- Kovatjevo
- Kolarovo
- Ljubenovo
- Polski Gradets
- Sărnevo
- Trojanovo
- Trănkovo
- Topoljane

Följande samhällen finns i Obsjtina Radnevo:
- Radnevo

Trakten runt Obsjtina Radnevo består till största delen av jordbruksmark. Runt Obsjtina Radnevo är det ganska glesbefolkat, med 43 invånare per kvadratkilometer.